# 斯蒂芬·阿巴斯
斯蒂芬·阿巴斯（英語：Stephen Abas，1978年1月12日—），美国男子自由式摔跤运动员。他曾代表美国参加2004年夏季奥林匹克运动会摔跤比赛，获得男子自由式55公斤级银牌。